# Aljibe

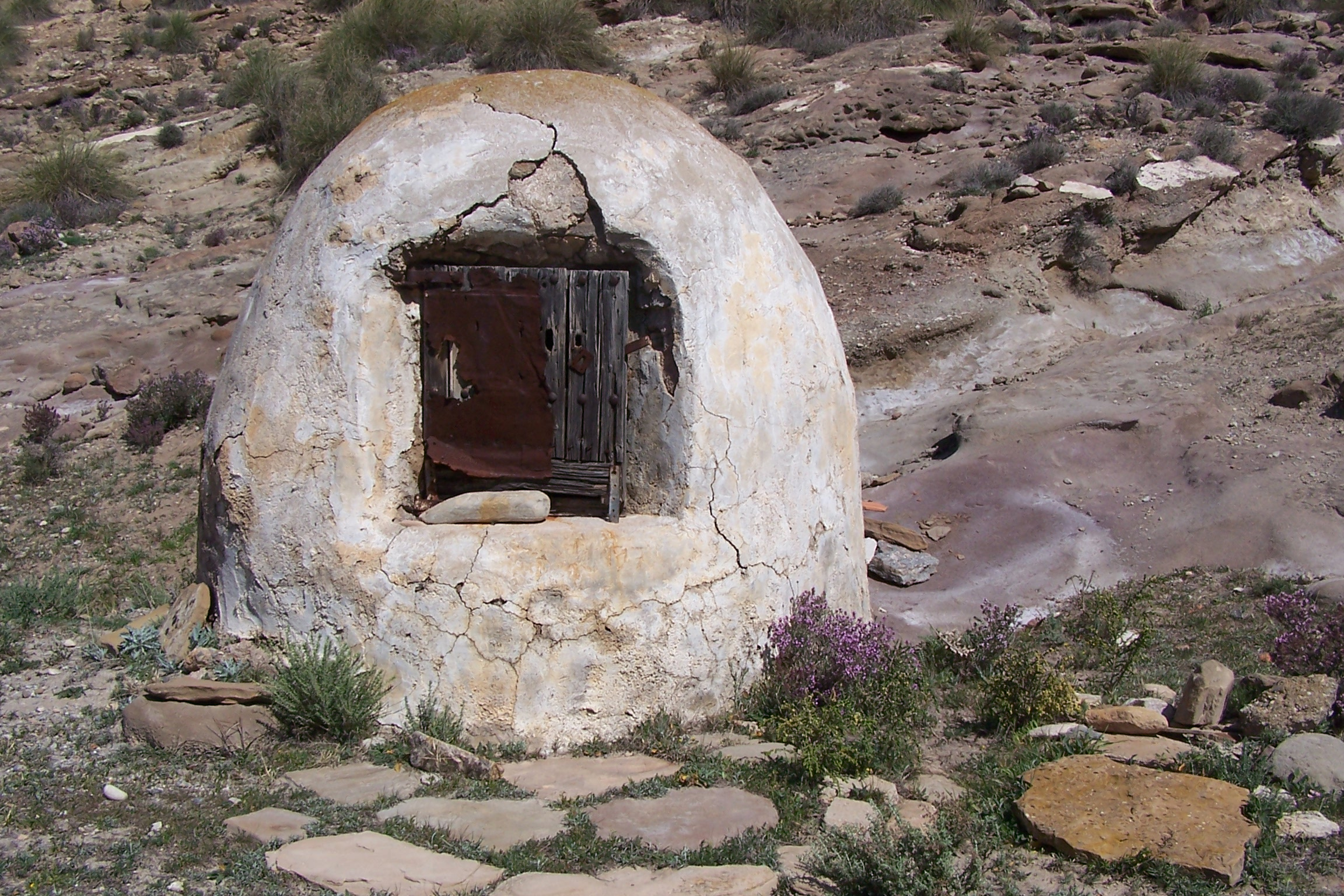
Aljibe árabe en Sorbas (Almería, España).

El aljibe es una cisterna árabe para almacenar agua, por lo general potable.
El modelo tradicional árabe es un recipiente total o parcialmente subterráneo, construido o labrado y cubierto por una bóveda de cañón o ligeramente apuntada o en cúpula de casquete, hecha de ladrillo. El agua acumulada suele proceder de la lluvia recogida de los tejados de las casas o de las acogidas del entorno canalizadas hasta él. Suele estar construido con ladrillos unidos con argamasa, con las paredes internas recubiertas de una mezcla de cal, arena, óxido de hierro, arcilla roja y resina de lentisco, para impedir filtraciones y la putrefacción del agua que contiene. Los modernos aljibes son con mayor frecuencia de hormigón y, en algunos casos, de azulejo u otro revestimiento cerámico. El sistema tradicional para extraer el agua es la polea (una máquina tractora de acción individual).

## Etimología
El término aljibe ("algibe") proviene del árabe hispano alǧúbb, algúbb, y este del árabe clásico جب, gubb, que significa cisterna, pozo o fosa (depósito).

## Historia

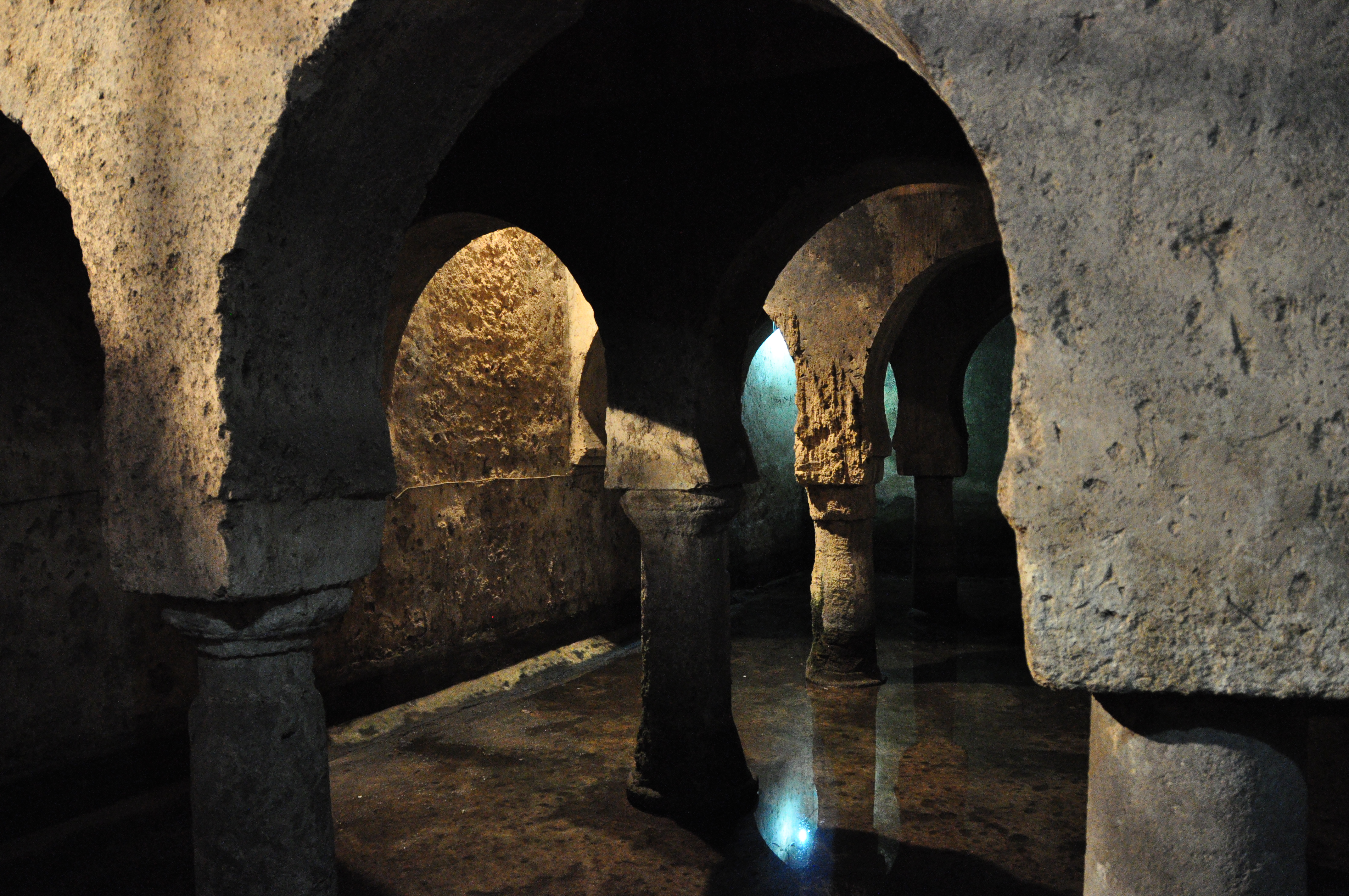
Aljibe del Palacio de las Veletas, Cáceres.

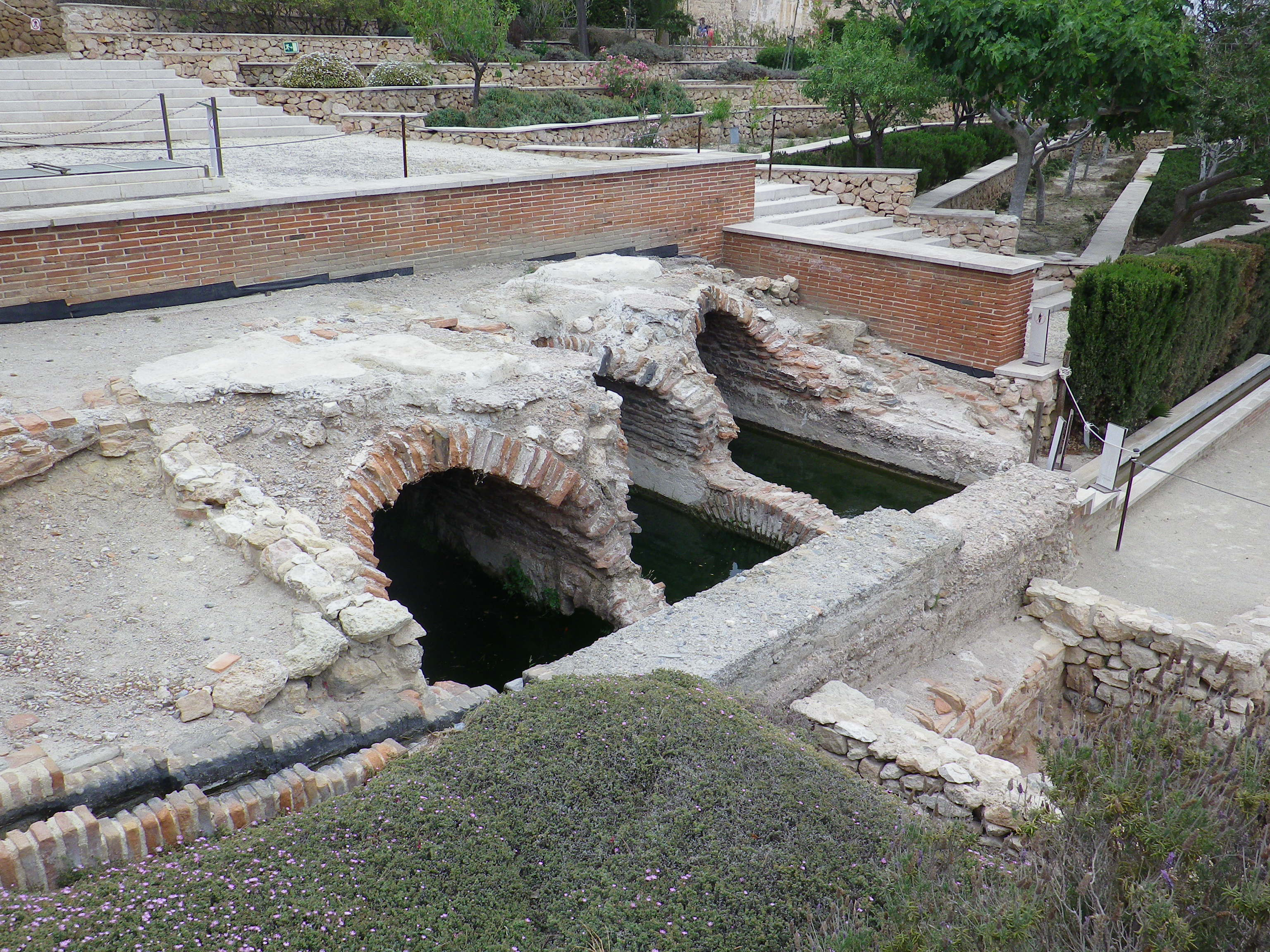
Aljibes abiertos en la Alcazaba de Almería.

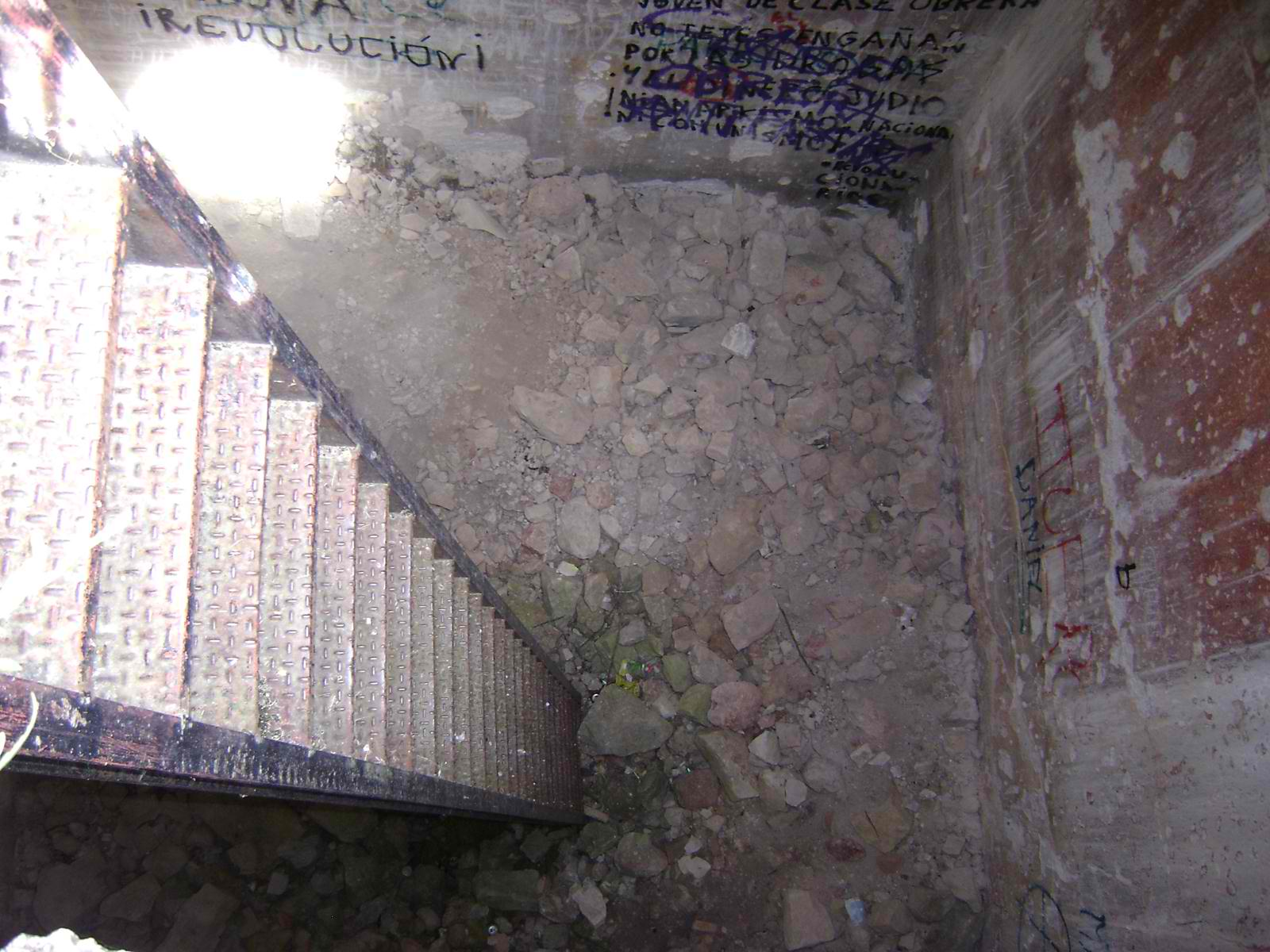
Interior del aljibe del Castillo de Almenara, España (siglos y).

En la antigüedad, en los territorios del Imperio Romano donde el clima era semiárido, como en la península ibérica y la península itálica, se construyeron grandes depósitos subterráneos donde el agua de lluvia se iba almacenando para su posterior consumo, bien humano o agrícola. Muchas de estas grandes obras hidráulicas continúan apareciendo y mostrando las técnicas de la ingeniería romana, que había sustituido la piedra arenisca utilizada por los griegos por roca caliza.
Hermanos menores de las monumentales cisternas fueron los aljibes abovedados que sustituyeron a los de cubiertas planas, adoptándose a partir de entonces las bóvedas de cañón opus caementicium u hormigón de cal. Estas bóvedas, además de ser más baratas, permitían salvar luces mayores y transmitían empujes horizontales a la parte superior de los muros, lo cual hizo posible eliminar los diafragmas o riostras interiores, sin peligro de hundimiento, dando una mayor anchura a las cisternas. Esta nueva estructura, menos alargada y más ancha y profunda, resulta más racional y económica, pues con el mismo volumen de obra de fábrica se puede almacenar una mayor cantidad de agua.
En la antigüedad y la Edad Media el aljibe fue en muchas poblaciones o barrios de las mismas el prototipo de reserva de agua de consumo, al carecer de suficientes fuentes, así ocurrió por ejemplo en el barrio del Albaicín de Granada, cuyos diversos modelos de construcción aún siguen en uso.

## Mantenimiento

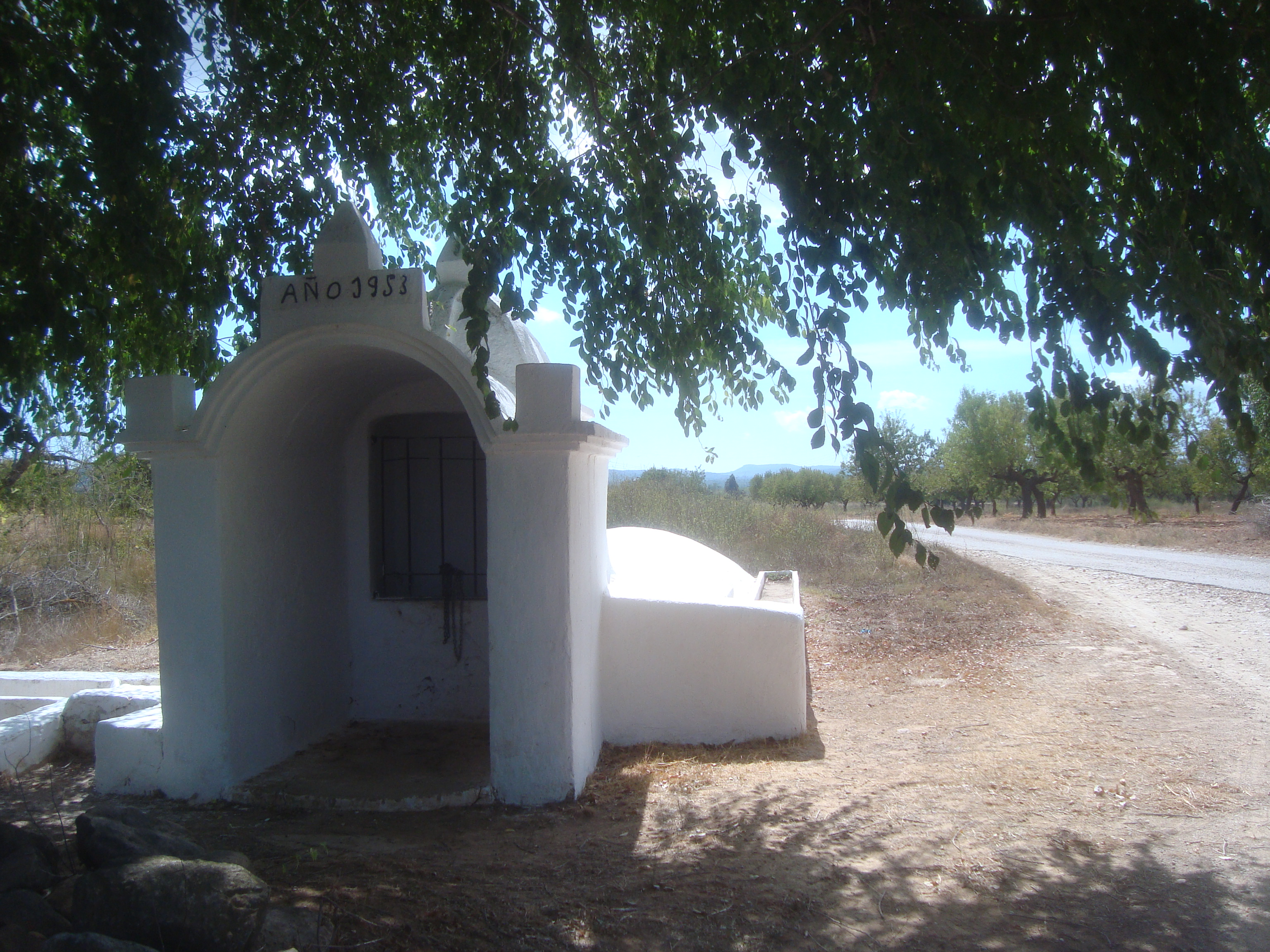
Aljibe, Aljub del Adjutori" (Benllóc).

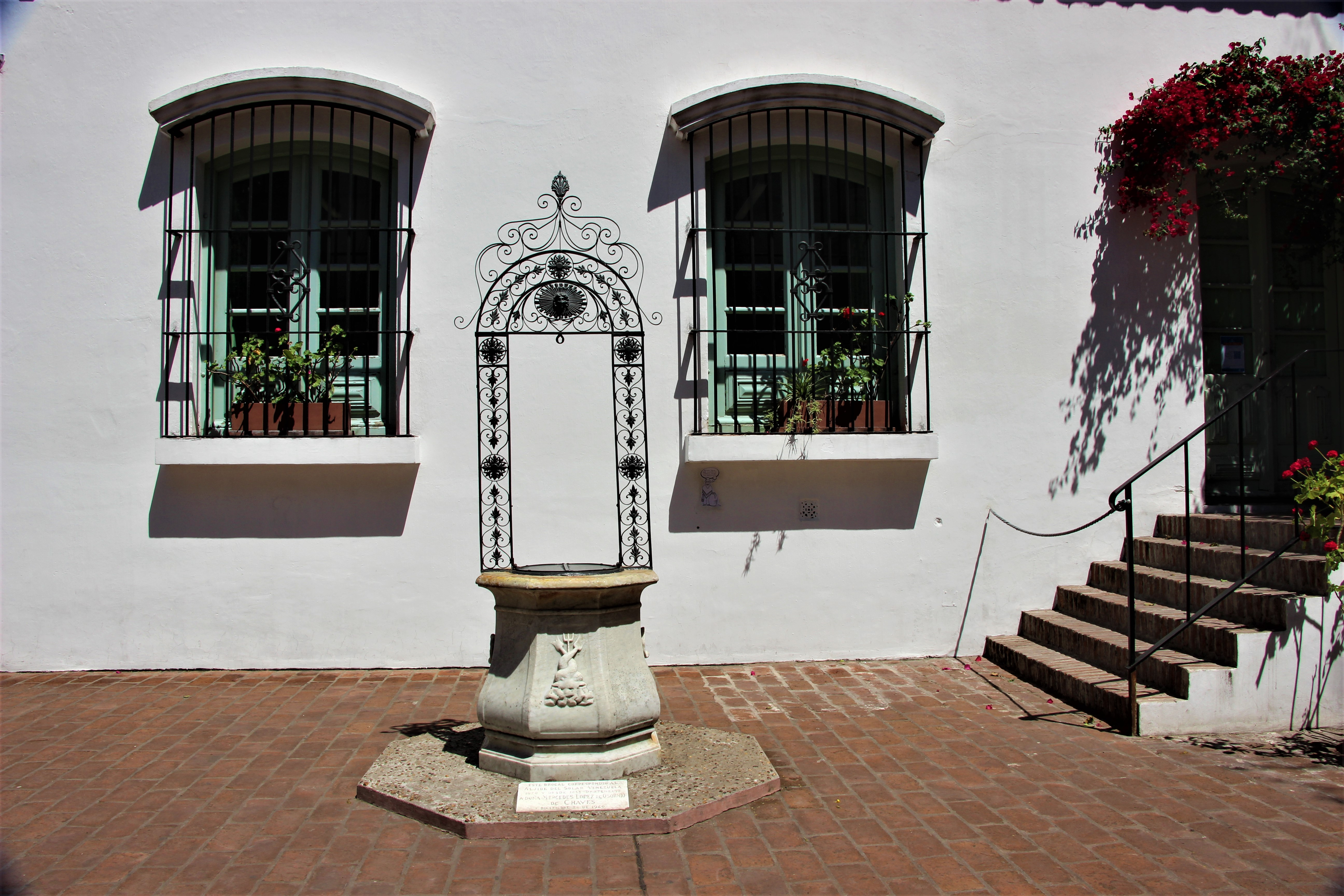
Aljibe colonial en el Río de la Plata: aljibe en el Cabildo de Buenos Aires.

El mantenimiento ha de hacerse por lo general un par de veces al año e incluye:
- Desazolve, limpieza y desinfección: tras el desazolve (eliminación por medios mecánicos de partículas sedimentadas) y quitado de incrustaciones (con hidrolimpiadora, bomba de achique y aspiradora de líquidos), se ha de limpiar y enjuagar toda el área interior, lavar con material biodegradable (detergentes), enjuagar de nuevo con cepillo duro y, por último, desinfección (con amonio o lejía).
- Tapaderas de acceso al aljibe: pintar las tapaderas y sus marcos, para evitar que se corroan y se rompan, salvo que sean de madera.
- Estado de las tuberías y vigas por dentro, salvo que se utilice un cubo y polea para subir el agua.
- Eliminar puntos de acceso de insectos al interior del aljibe y uso de cal (óxido de calcio).
- Filtraciones y fugas de agua en los aljibes, utilizando ladrillo de azotea, azulejos y sellado por epóxicos.
- Solucionar la invasión de raíces al interior del aljibe, si no se construyeron correctamente.

## Normativa

### En España
Para realizar la limpieza y desinfección de los depósitos y aljibes de agua fría sanitaria potable de consumo humano hay que ajustarse al Real Decreto 140/2003 de 7 de febrero, por el que se establecen los criterios de la calidad del agua de consumo humano.